# 후고 (동프랑크 왕자)
위그(Hugh, 850년/855년 - 880년 2월)는 카롤링거 왕조 출신 동프랑크 왕국 작센의 왕자, 군인이다. 작센과 슈바벤의 왕 루트비히 3세 청년의 서자이다. 880년 2월 작센에 쳐들어 온 바이킹 족과의 전투 중 전사하였다.

## 생애
동프랑크의 왕족으로, 아버지는 작센의 군주 루트비히 3세 청년이었으나 그의 서자였다. 독일인 루트비히의 손자였다. 그는 할아버지인 독일인 루트비히의 치세기간 무렵에 태어났다.
작센의 백작에 임명되어 동프랑크 왕국 작센의 변방지역에 파견되었다. 870년대 이후 변방을 수비하며 동프랑크 왕국을 침략한 마자르 족, 노르만 족과의 전투에 여러 번 참가하였다. 876년부터는 자신의 영지인 작센을 찾지 않는 아버지인 루트비히 3세 청년을 대신하여 작센 지역의 통치에 관여하기도 했다.
880년 2월 바이킹 족의 침략 때 작센 공작 브루노를 비롯한 작센의 귀족들과 함께 바이킹 족과 교전하던 중 전사했다. 위그의 시신은 할아버지 독일인 루트비히가 안치되고, 2년 뒤 아버지 소 루트비히가 안치될 로쉬 수도원(abbey of Lorsch)에 함께 안치되었다. 그러나 19세기 무렵 위그와 소 루트비히가 안치된 석관은 실종되었다.

## 가족 관계
- 할아버지 루트비히 2세 독일인(Ludwig II the German, 802년(?) - 876년)
- 할머니 엠므(Emme, 803년 - 876년)
- 아버지 루트비히 3세 청년(Ludwig III the Younger, 830년 - 882년)
- 적모 리우트가르트(Liutgard von Saxony, 845년 - 885년)
  - 이복 동생 루트비히(Ludwig, 876년/877년 - 879년)
  - 이복 동생 베른하르트(Bernhard, 880년 이전 사망)
  - 이복 여동생 힐데가르트(Hildegard, 875년 - 900년 이후)
  - 이복 여동생 기셀라(Gisela)
  - 이복 여동생 리우트가르트(Liutgard)
- 어머니 이름 미상
  - 동생 아달하르트(Adalhard)
- 부인 이름 미상

## 기타
그의 아버지 루트비히 3세 청년은 작센 족의 부족공작 리우돌프의 딸 리우트가르트와 결혼하여 루트비히, 베른하르트 등의 아들과 힐데가르트, 아델라이드 등의 딸을 두었으나 두 아들은 모두 요절하였다. 소 루트비히가 기대를 걸던 서자였던 위그 마저 사망하였으므로 결국 루트비히의 영지는 루트비히 3세 청년의 동생이자 위그의 삼촌인 뚱보왕 카를 3세에게 넘어갔다.
중프랑크 왕국의 로타르 2세의 서자 역시 이름이 위그였다.

## 같이 보기
- 작센 전투
- 작센
- 바이킹
- 루트비히 3세 청년
- 브루노